# У Тяньмин
У Тяньми́н (кит. упр. 吴天明, пиньинь Wú Tiānmíng, 5.12.1939 — 4.3.2014) — китайский кинорежиссёр.

## Биография
Родился в 1939 году в уезде Саньюань провинции Шэньси. В 1960 году поступил на кинокурсы, организованные Сианьской киностудией. В 1966 году из-за Культурной революции кинопроизвдоство в Китае было прекращено, но в 1974 году была вновь открыта Пекинская киноакадемия, и в 1974—1979 годах У Тяньмин обучался там на режиссёра.
В 1982 году У Тяньмин снял в Сиане вместе с Тэн Вэньцзи два кинофильма, а затем снял свой первый собственный фильм «Река не имеющая буев». Коммерческий успех этого фильма привёл к тому, что в 1983 году У Тяньмин был назначен директором Сианьской киностудии, став самым молодым директором киностудии в КНР.
В 1984 году У Тяньмин снял фильм «Жизнь», обличающий то, что являлось, по его мнению, тремя основными пороками китайского общества: стремление к занятию предлагаемых постов вместо самостоятельного продвижения по жизни, непотизм и фаворитизм, «нездоровые тенденции в партийной жизни». Начиная с фильма «Жизнь» У Тяньмин стал проводить политику производства фильмов, основанных на специфике западных регионов Китая. Он настаивал на съёмке фильмов, поднимающих эстетические и концептуальные стандарты китайского кинематографа, даже если это шло в ущерб коммерческому успеху. Позволив таким режиссёрам, как Тянь Чжуанчжуан и Чэнь Кайгэ снимать некоммерческие фильмы, У Тяньмин вступил в конфликт с У Игуном из Шанхайской киностудии, выступавшим против «элитарного кино».
В 1987 году У Тяньмин дал молодому режиссёру Чжан Имоу снять свой дебютный фильм «Красный гаолян» в обмен на то, что тот снимется в его фильме «Старый колодец». Оба фильма стали популярными в Китае и заслужили международное признание.
В 1989 году политические изменения вынудили У Тяньмина эмигрировать в США. Из-за плохого владения английским языком он не смог найти себя в американской жизни, и в 1994 году вернулся в Китай.

## Фильмография

### Режиссёр
| Год  | Оригинальное название | Русское название     | Комментарий                         |
| ---- | --------------------- | -------------------- | ----------------------------------- |
| 1979 | 生活的颤音            | Превратности жизни   |                                     |
| 1980 | 亲缘                  |                      |                                     |
| 1984 | 没有航标的河流        | Река не имеющая буев |                                     |
| 1984 | 人生                  | Жизнь                |                                     |
| 1986 | 老井                  | Старый колодец       | «Золотой петух» за лучшую режиссуру |
| 1996 | 变脸                  | Менющиеся маски      | «Золотой петух» за лучшую режиссуру |
| 1998 | 世界                  |                      |                                     |
| 2002 | 首席执行官            |                      |                                     |

### Продюсер
| Год  | Оригинальное название | Русское название           | Режиссёр        | Комментарий                     |
| ---- | --------------------- | -------------------------- | --------------- | ------------------------------- |
| 1985 | 黑炮事件              | Инцидент с «чёрной пушкой» | Хуан Цзяньсинь  |                                 |
| 1986 | 盗马贼                | Похититель лошадей         | Тянь Чжуанчжуан |                                 |
| 1987 | 紅高梁                | Красный гаолян             | Чжан Имоу       | «Золотой петух» за лучший фильм |

### Актёр
| Год  | Оригинальное название | Русское название  | Режиссёр   | Комментарий |
| ---- | --------------------- | ----------------- | ---------- | ----------- |
| 1989 | 古今大战秦俑情        | Терракотовый воин | Чэн Сяодун |             |
| 2007 | 飞越老人院            |                   | Чжан Ян    |             |